# Артур Остін (ватерполіст)
Артур Остін (англ. Arthur Austin, 8 липня 1902 — 4 лютого 1962) — американський ватерполіст.
Бронзовий призер Олімпійських Ігор 1924 року.